# Postołówka
Postołówka (ukr. Постолівка, Postoliwka) – wieś na Ukrainie, w rejonie czortkowskim obwodu tarnopolskiego, w hromadzie Husiatyn, nad Gniłą. W 2001 roku liczyła 1363 mieszkańców.

## Historia
Pierwsza wzmianka o Postołówce pochodzi z 1546.
W 1874 w Postołówce urodził się Eugeniusz Barwiński.
W okresie międzywojennym wieś leżała na obszarze powiatu kopyczynieckiego. W miejscowości stacjonowała kompania graniczna KOP „Postołówka” i strażnica KOP „Postołówka”.
22 maja 1938 poświęcono Dom Ludowy im. Marszałka Józefa Piłsudskiego i odsłonięto tablicę pamiątkową.
W latach 1943–1945 nacjonaliści ukraińscy z OUN-UPA zamordowali tutaj 15 Polaków.
Wieś obejmuje dawną miejscowość Raków Kąt (ukr. Раків Кут, Rakiw Kut).
Do 2020 część rejonu husiatyńskiego, od 2020 – czortkowskiego.